# Mombuca
Mombuca é um município brasileiro do estado de São Paulo. Sua população estimada pelo IBGE em 2024 era de 3.815 habitantes.

## Topônimo
Mombuca ou Mumbuca, do Tupi um’muka, seria o nome dado pelos indígenas para uma abelha negra sem ferrão.

## História

### Formação territorial-administrativa
Histórico da formação do município:
- Distrito criado no município de Capivari pelo Decreto nº 6.881, de 24/12/1934.
- Município criado pela Lei nº 8.092, de 28/12/1964.

## Geografia
Localiza-se a uma latitude 22º55'45" sul e a uma longitude 47º33'58" oeste, estando a uma altitude de 550 metros. Possui uma área de 133,2 km².

## Demografia

### População
| Crescimento populacional                             | Crescimento populacional | Crescimento populacional | Crescimento populacional |
| Ano                                                  | População Total          |                          | %±                       |
| ---------------------------------------------------- | ------------------------ | ------------------------ | ------------------------ |
| 1970                                                 | 3 010                    |                          | —                        |
| 1980                                                 | 2 659                    |                          | −11,7%                   |
| 1991                                                 | 2 597                    |                          | −2,3%                    |
| 2000                                                 | 3 107                    |                          | 19,6%                    |
| 2010                                                 | 3 266                    |                          | 5,1%                     |
| 2022                                                 | 3 722                    |                          | 14,0%                    |
| Est. 2024                                            | 3 815                    | [ 11 ]                   | 2,5%                     |
| Fontes: Censos Demográficos IBGE e Estimativas SEADE |                          |                          |                          |

## Política e administração

### Governo
Prefeito: Everton Tiago Mora Pedroso (Palitinho) (2025–2028).

### Subdivisões
Bairros
- Centro
- Vila Nova
- Jardim das Oliveiras
- Recanto das Palmeiras
- Ventania
- Popular Nova
- Terras de Mombuca (solar do campo)
- Vila Cezare Purgato

## Infraestrutura

### Comunicações
O sistema de telefones automáticos foi inaugurado na cidade em 1977 pela Telecomunicações de São Paulo (TELESP), que também implantou o sistema de discagem direta à distância (DDD) em 1986 com o código de área (0194). Anteriormente a cidade era atendida pela Companhia de Telecomunicações do Estado de São Paulo (COTESP).
Na década de 90 o código DDD da cidade foi alterado para (019), para padronização do sistema telefônico com a telefonia celular que estava sendo implantada em todo o estado.

## Religião
O Cristianismo se faz presente na cidade da seguinte forma:

### Igreja Católica
- A igreja faz parte da Diocese de Piracicaba.[21]

### Igrejas Evangélicas
Entre as igrejas protestantes históricas, pentecostais e neopentecostais, encontram-se na cidade:
- Assembleia de Deus Ministério do Belém.[23][24]
- Congregação Cristã no Brasil.[25]